# جداسازی (روان‌شناسی)
جداسازی یکی از سازوکارهای دفاعی در اختلالات شخصیت می‌باشد.
جداسازی، مشخصهٔ افراد منظم و مهار شده‌است که اغلب انگ شخصیت وسواسی-جبری به آن‌ها زده می‌شود. اینها بر خلاف افراد مبتلا به شخصیت نمایشی، واقعیت را با تمام جزئیاتش به یاد می‌آورند، بی‌آنکه هیچ حالت عاطفی در آن‌ها پیدا شود. این گونه بیماران در وضعیت‌های بحرانی، خویشتنداری، رفتار اجتماعیِ بیش از حد رسمی، و سماجت و یکدندگی‌شان تشدید می‌شود. سلطه‌جویی بیمار ممکن است بالینگر را به ستوه آورد یا کلافه سازد. این گونه بیماران از توضیحات دقیق، منسجم، و منطقی، اغلب خوششان می‌آید و کارایی، پاکیزگی، و وقت‌شناسی را ارج می‌نهند. بالینگر به محض فراهم شدن امکان مراقبت بیمار از خودش باید اجازه آن را بدهد و از اینکه خود را به دام نزاع قدرت با آن‌ها بیندازد، باید حذر کند.